# Natasja Koroljova
Natalija Vladimirovna Poryvaj (russisk: Ната́лия Влади́мировна Порыва́й, tr. Natálija Vladímirovna Poryváj; født 31. maj 1973, Kyiv, Sovjetunionen) bedre kendt som Natasja Koroljova (russisk: Ната́ша Королёва) er en tidligere sovjetisk og nuværende russisk sanger.
Natalija debuterede allerede som treårig i 1976 på den kommunistiske komsomolkongres. I 1990 udgav hun hendes mest kendte sang, "Gule tulipaner", som hun blev kendt med både i Sovjetunionen, såvel som uden for.
Natalija Vladimirovna er datter af Vladimir og Ljudmila Poryvaj. Hun har været gift to gange, første gang med sanger Igor Nikolaev og anden gang med Sergej Glusjko med hvilke hun har en søn kaldet Arkhip. Hun har ligeledes en søster, Rusja som er en populær sangerinde.

## Diskografi
1. "Gule tulipaner"
2. "Delfin og havfrue "
3. "Beundre"
4. "Konfetti" (single)
5. " Konfetti" (album)
6. "Diamanttårer"
7. "Moderen"
8. "Fragmenter fra fortiden "
9. "Hjerte"
10. "Tro det eller lad være"
11. "Paradis, hvor er du "